# Джей Мак-Клемент
Джей Мак-Клемент (англ. Jay McClement; 2 березня 1983, м. Кінгстон, Канада) — канадський хокеїст, центральний нападник. Виступає за «Кароліна Гаррікейнс» у Національній хокейній лізі.
Виступав за «Брамптон Батальйон» (ОХЛ), «Вустер АйсКетс» (АХЛ), «Сент-Луїс Блюз», «Пеорія Рівермен» (АХЛ), «Колорадо Аваланш», «Торонто Мейпл-Ліфс».
В чемпіонатах НХЛ — 764 матчі (82+143), у турнірах Кубка Стенлі — 11 матчів (0+0).
У складі національної збірної Канади учасник чемпіонатів світу 2007 (9 матчів, 2+2). У складі молодіжної збірної Канади учасник чемпіонатів світу 2002 і 2003.
Досягнення
- Чемпіон світу (2007)
- Срібний призер молодіжного чемпіонату світу (2002, 2003).